# (38399) 1999 RO196
1999 RO196 (asteroide 38399) é um asteroide da cintura principal. Possui uma excentricidade de 0.13603850 e uma inclinação de 12.38768º.
Este asteroide foi descoberto no dia 8 de setembro de 1999 por LINEAR em Socorro.